# Tenampa (álbum)
Tenampa es el título del 31°. y último álbum de estudio grabado por el intérprete mexicano José José, Fue lanzado al mercado bajo el sello discográfico BMG U.S. Latin el 25 de septiembre de 2001. 
Con el problema de su voz bastante avanzado, logra grabar este material, producido por el cantautor mexicano Juan Gabriel, que a nivel mundial logra vender más de 500.000 copias y del cual se difundieron en la radio los temas: Cada vez y cada vez ,Cómo hacer para olvidar y Qué bonito amor. 
Éste fue el único álbum que el cantante grabó con mariachi y el último de su carrera.

## Lista de canciones[1]
- Todos los temas escritos y compuestos por Juan Gabriel, excepto donde se indica

| Tenampa |                                   |                                     |          |  |
| N.º     | Título                            | Escritor(es)                        | Duración |  |
| 1.      | «Cada vez y cada vez»             | Juan Gabriel                        | 3:41     |  |
| 2.      | «Ya lo sabía»                     | Juan Gabriel                        | 3:30     |  |
| 3.      | «Cómo hacer para olvidar»         | Juan Gabriel                        | 5:00     |  |
| 4.      | «Qué bonito amor»                 | Juan Gabriel                        | 3:40     |  |
| 5.      | «Madre sólo hay una»              | Juan Gabriel                        | 3:56     |  |
| 6.      | «Virgen de San Juan de los Lagos» | Juan Gabriel                        | 2:51     |  |
| 7.      | «Necesito un amor»                | Juan Gabriel                        | 3:18     |  |
| 8.      | «Es un ángel»                     | Juan Gabriel                        | 4:12     |  |
| 9.      | «Cómo ya no me amas»              | Juan Gabriel                        | 2:53     |  |
| 10.     | «¿Qué ganaste corazón?»           | José Alfredo Jiménez · Juan Gabriel | 3:29     |  |

## Créditos y personal[1]
- José José - Voz
- Rigo Gómez - Arreglos en pistas 1, 3, 5 y 10.
- Víctor Valadez - Arreglos en pistas 2, 4, 6, 7 y 9.
- Eduardo Magallanes - Arreglos en pista 8.
- Ricardo Córtez - Dirección musical
- José Gómez - Vihuela en pistas 1, 2 y 4.
- Isela Vega - Artista invitada en "Madre sólo hay una".
- Participación especial de "El Mariachi de Mi Tierra" en pistas 3, 5, 6, 7 y 10.
- Juan Gabriel - Dirección y realización.
- Adrián Possé - Dirección A&R
- Matt Marrín - Mezcla
- Garvín Lurssen - Masterización
- Ricardo Moreno - Fotografía
- Valério do Carmo - Diseño gráfico
- Fernanda Miranda Hill (Plus Art) - Asistente de arte
- Vavy Lozano - Productor General

© MMI. BMG Music Entertainment México, S.A. de C.V.